# Rishi Kapoor

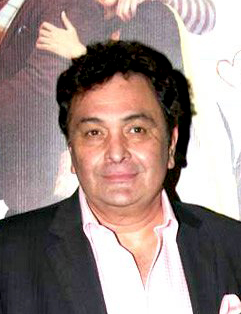
Rishi Kapoor (2010)

Rishi Kapoor (* 4. September 1952 in Mumbai, Maharashtra; † 30. April 2020 ebenda) war ein indischer Schauspieler des Hindi-Films, der insbesondere in den 1970er und 80er Jahren in Hauptrollen auftrat. Er entstammte der berühmten Kapoor-Familie, die schon lange im Filmgeschäft tätig ist.

## Biografie
Kapoor debütierte 1970 in Mera Naam Joker, einem Film seines Vaters Raj Kapoor. An den Kinokassen floppte der Film und ein Karrierestart schien unmöglich. Drei Jahre später besetzte ihn sein Vater in der Hauptrolle seines Films Bobby, der zu einem der erfolgreichsten Hindi-Filme der 70er Jahre wurde.
Rishi wurde zum Superstar und landete viele Hits, unter anderem in Laila Majnu, Amar Akbar Anthony, Kabhi Kabhie und Hum Kisi Se Kum Nahin.
Erst in den 90er Jahren wurde er von den romantischen Heldenrollen zurückgedrängt und übernahm später eher Vater-Rollen wie beispielsweise in Kuch Khatti Kuch Meethi, Hum Tum – Ich & du, verrückt vor Liebe und Fanaa. Außerdem führte Kapoor Regie und drehte den Film Ab Ab Laut Chalen (1998) mit Aishwarya Rai, Akshaye Khanna und Rajesh Khanna in den Hauptrollen.
Im Jahr 2008 wurde Rishi Kapoor mit dem Filmfare Award für sein filmisches Lebenswerk ausgezeichnet.
Rishi Kapoor, der zweite Sohn des Schauspielers und Regisseurs Raj Kapoor, heiratete 1980 die Schauspielerin Neetu Singh, mit der er auch einige gemeinsame Filmerfolge hatte. Ihr Sohn Ranbir Kapoor begann auch eine Schauspielkarriere in Bollywood. Außerdem haben sie noch eine Tochter.
Rishi Kapoor starb Ende April 2020 im Alter von 67 Jahren an den Folgen einer Leukämie, die zwei Jahre zuvor diagnostiziert worden war.

## Auszeichnungen
- 1970 – BFJA Special Award für Mera Naam Joker
- 1971 – National Film Award/Bester Kinderdarsteller für Mera Naam Joker
- 1973 – Filmfare Award/Bester Hauptdarsteller für Bobby
- 2006 – Zee Cine Award/Lebenswerk
- 2007 – MTV Lycra Awards: Maha Style Icon of the Year
- 2008 – Filmfare Award/Lebenswerk
- 2008 – FICCI “Living Legend in Entertainment” Award
- 2008 – Lebenswerk bei den 10. Mumbai Academy of the Moving Image International Film (M.A.M.I)

## Filmografie
| - 1970: Mera Naam Joker - 1973: Bobby - 1974: Zehreela Insaan - 1975: Zinda Dil - 1975: Raja - 1975: Khel Khel Mein - 1975: Rafoo Chakkar - 1976: Rangila Ratan - 1976: Laila Majnu - 1976: Ginny Aur Johnny - 1976: Barood - 1976: Kabhi Kabhie - 1977: Hum Kisi Se Kum Nahin - 1977: Doosra Aadmi - 1977: Chala Murari Hero Banne (Gastauftritt) - 1977: Amar Akbar Anthony - 1978: Phool Khile Hain Gulshan Gulshan - 1978: Pati Patni Aur Woh (Gastauftritt) - 1978: Zehreela Insaan - 1978: Naya Daur - 1978: Badaltey Rishtey - 1978: Anjane Mein - 1979: Sargam - 1979: Salaam Memsaab - 1979: Jhoota Kahin Ka - 1979: Duniya Meri Jeb Mein - 1980: Aap Ke Deewane - 1980: Do Premee - 1980: Dhan Daulat - 1980: Karz - 1981: Katilon Ke Kaatil - 1981: Naseeb - 1981: Biwi-O-Biwi: The Fun-Film - 1981: Zamaane Ko Dikhana Hai - 1982: Yeh Vaada Raha - 1982: Deedar-E-Yaar - 1982: Prem Rog - 1983: Bade Dil Wala - 1983: Coolie - 1984: Duniya - 1984: Aan Aur Shaan - 1984: Yeh Ishq Nahin Aasan - 1985: Tawaif - 1985: Sitamgar | - 1985: Saagar - 1985: Rahi Badal Gaye - 1986: Naseeb Apna Apna - 1986: Nagina - 1987: Pyaar Ke Kabil - 1987: Hawalaat - 1987: Sindoor - 1988: Vozvrashcheniye Bagdadskogo vora - 1988: Vijay - 1988: Janam Janam - 1988: Hamara Khandaan - 1988: Ghar Ghar Ki Kahani - 1989: Naqab - 1989: Hathyar - 1989: Gharana - 1989: Chandni - 1989: Bade Ghar Ki Beti - 1989: Paraya Ghar - 1989: Khoj - 1990: Shesh Naag - 1990: Sher Dil - 1990: Azaad Desh Ke Gulam - 1990: Amiri Garibi - 1991: Ghar Parivar - 1991: Ajooba - 1991: Henna - 1991: Ranbhoomi - 1991: Banjaran - 1992: Bol Radha Bol - 1992: Deewana – Im Zeichen der Liebe (Deewana) - 1993: Shreemaan Aashique - 1993: Sahibaan - 1993: Gurudev - 1993: Anmol - 1993: Damini - Lightning - 1993: Dhartiputra - 1993: Izzat Ki Roti - 1994: Mohabbat Ki Arzoo - 1994: Eena Meena Deeka - 1994: Saajan Ka Ghar - 1994: Pehla Pehla Pyaar - 1994: Prem Yog - 1995: Saajan Ki Baahon Mein - 1995: Hum Dono | - 1995: Yaraana - 1996: PremGranth - 1996: Daraar - 1997: Kaun Sachcha Kaun Jhootha - 1999: Jai Hind - 2000: Karobaar: The Business of Love - 2000: Raju Chacha - 2001: Kuch Khatti Kuch Meethi - 2002: Yeh Hai Jalwa - 2003: Kucch To Hai - 2003: Love at Times Square - 2003: Tehzeeb - 2004: Hum Tum – Ich & du, verrückt vor Liebe (Hum Tum) - 2005: Pyaar Mein Twist - 2006: Fanaa - 2007: Don't Stop Dreaming - 2007: Namastey London - 2007: Om Shanti Om (Gastauftritt) - 2007: Sambar Salsa - 2008: Airport - 2008: Kalash (Gastauftritt) - 2008: Thoda Pyaar Thoda Magic - 2009: Luck by Chance – Liebe, Glück und andere Zufälle - 2009: Delhi 6 - 2009: Gestern, heute & für immer – Love Aaj Kal - 2009: Kal Kissne Dekha - 2010: Sadiyaan - 2010: Do Dooni Chaar - 2011: Patiala House - 2011: Tell Me O Kkhuda - 2012: Agneepath - 2012: Housefull 2 - 2012: Student of the Year - 2012: Solang ich lebe – Jab Tak Hai Jaan - 2013: Chashme Buddoor - 2013: Aurangzeb - 2013: D-Day - 2013: Besharam - 2013: Shuddh Desi Romance - 2014: Bewakoofiyaan - 2014: Kaanchi - 2018: Mulk |